# Capparis cynophallophora
Capparis cyanophallophora es una especie de pequeño árbol de la familia Capparaceae, originario de los neotrópicos. En Cuba recibe el nombre de pinga de perro.

## Descripción

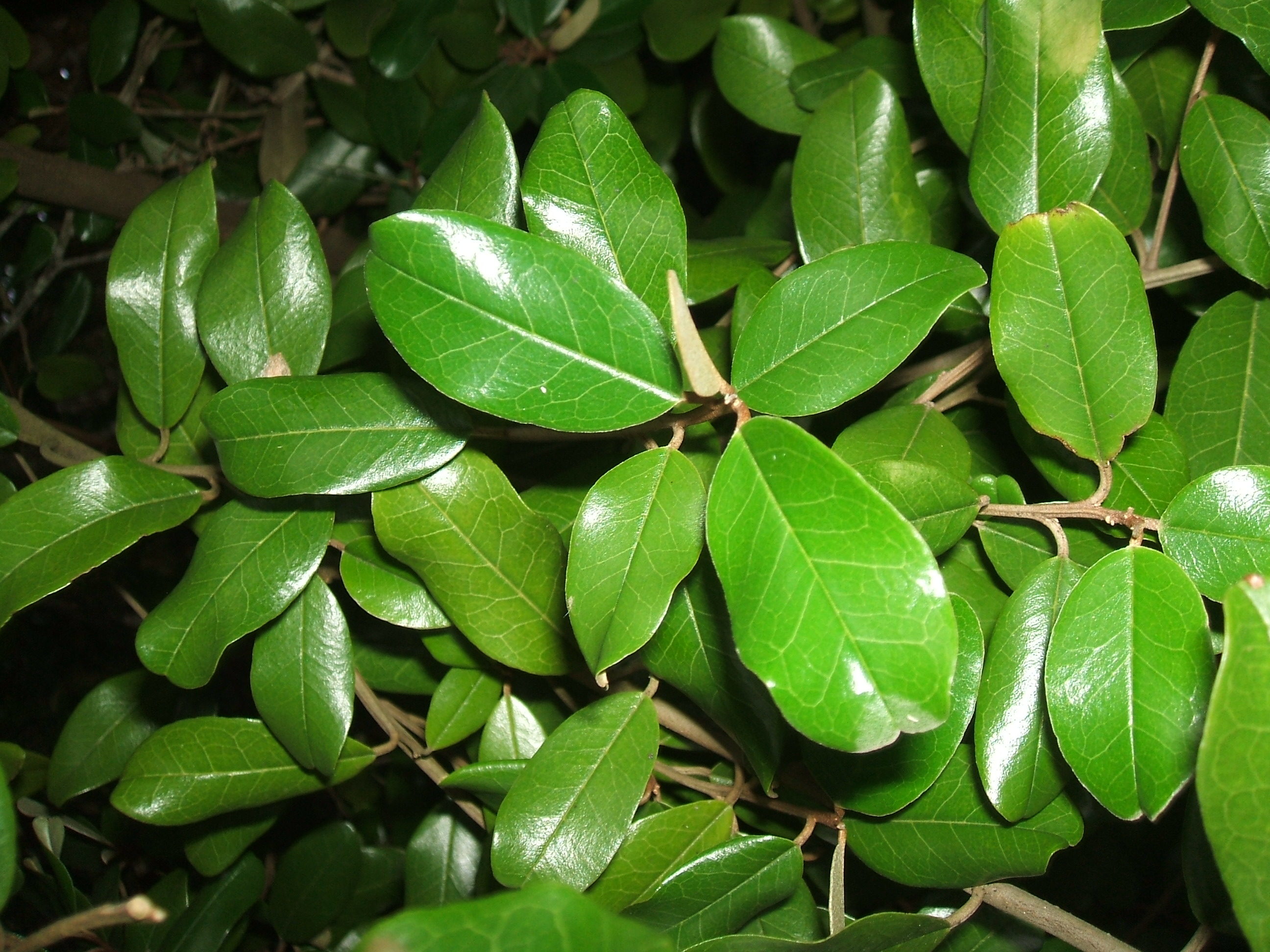
Detalle de las hojas

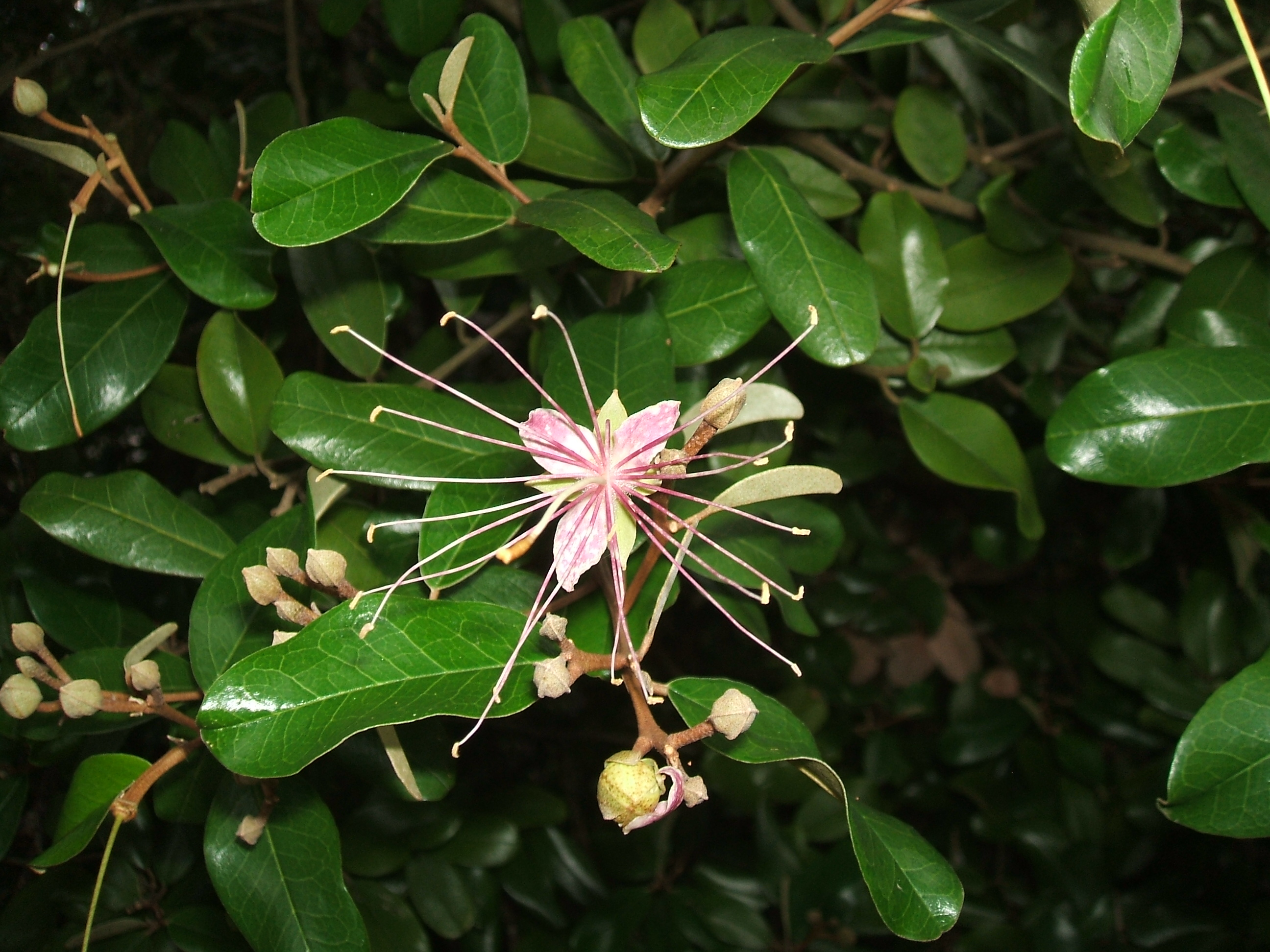
Flor y botones florales.

Las hojas nuevas  en las puntas apicales de las ramas están dobladas mostrando los pelos  blanquecinos del lado inferior o ventral de la hoja. El lado superior o dorsal de la hoja es brillante y más oscuro. Las frutas son largas y se dividen para liberar varias semillas grandes y marrones.

## Hábitat y Distribución
El área de distribución natural de C. cyanophallophora incluye Florida en Estados Unidos, México, el Caribe, América Central y América del Sur hacia el sur hasta el norte de Argentina. Habita en los bosques de manglares, hamacas y concheros en la costa de Florida y es muy resistente a la sequía.

## Taxonomía
Capparis cynophallophora fue descrita por Carlos Linneo y publicado en Species Plantarum 1: 504. 1753.
Etimología
Capparis: nombre genérico que procede del griego: kapparis que es el nombre de la alcaparra.
Sinonimia
- Capparis emarginata A.Rich.
- Capparis gonaivensis Helwig
- Capparis isthmensis Eichler
- Capparis jamaicensis Jacq.	S
- Capparis longifolia Sw.
- Capparis obtusa Raf.
- Capparis pauciflora Kunth
- Capparis siliquosa L.
- Capparis torulosa Sw.
- Capparis uncinata Lodd. ex Eichl.
- Colicodendron anceps Shuttlew. ex Chapm.
- Cynophalla pauciflora (Kunth) J.Presl
- Pleuteron siliquosa (L.) Raf.
- Pleuteron torulosa (Sw.) Raf.
- Quadrella cynophallophora (L.) Hutch.
- Quadrella gonavaiensis (Helwig) Hutch.
- Quadrella isthmensis (Eichler) Hutch.
- Quadrella jamaicensis (Jacq.) J. Presl
- Quadrella siliquosa (L.) H.H. Iltis & X. Cornejo
- Quadrella torulosa (Sw.) J. Presl
- Uterveria cynophallophora (L.) Bertol.[7]